# Chemisch sensitiver Feldeffekttransistor
Ein chemisch sensitiver Feldeffekttransistor (kurz ChemFET) ist eine spezielle Form eines Feldeffekttransistors, der als Sensor für Chemikalien und chemische Eigenschaften von Substanzen eingesetzt wird. Der Aufbau eines ChemFETs entspricht im Wesentlichen dem eines Feldeffekttransistors mit isoliertem Gate (IGFET), zu dem auch der bekannte MOSFET gehört, bei dem die leitfähige (meist metallische) Gate-Elektrode entfernt und durch eine wässrige Lösung ersetzt wurde. Die Flüssigkeit (es gibt auch ChemFETs für Gase) und die darin enthaltenen Substanzen haben daher direkten Zugang zum Gate-Isolierschicht und können sich dort anlagern. Dadurch kann es zu einer konzentrationsabhängigen Ausbildungen eines elektrischen Potentials an der Grenzfläche kommen, die, analog zum angelegten Potential bei konventionellen IGFETs, die elektrische Leitfähigkeit des unter der Isolierschicht liegenden halbleitenden Kanals ändert. Je nach Funktionalisierung der Isolatoroberfläche kann ein ChemFET daher verwendet werden, um Atome, Moleküle und Ionen in Flüssigkeiten und in Gasen zu ermitteln, beispielsweise als Biosensor in einem Chiplabor.
Folgende Untertypen des ChemFETs sind bekannt. Die Abgrenzung zwischen den Untertypen sind jedoch fließend und die Begriffe werden zum Teil synonym verwendet:
- ionensensitiver Feldeffekttransistor (ISFET): der bekannteste Vertreter der ChemFETs. Er wird beispielsweise verwendet, um Ionen in Elektrolyten zu ermitteln.
- Enzym-Feldeffekttransistor (ENFET), eine spezialisierte Form zum Nachweis von Enzymen.
- pH-empfindlicher Feldeffekttransistor (pHFET)

Auch kann man ChemFETs hinsichtlich des kontaktierten Mediums einteilen
- Electrolyte-oxide-semiconductor field-effect transistor (EOSFET)
- gasempfindlicher Feldeffekttransistor (GASFET)[2]